# Rasmus Højlund
Rasmus Winther Højlund (* 4. Februar 2003 in Kopenhagen) ist ein dänischer Fußballspieler. Er steht seit Sommer 2023 bei Manchester United unter Vertrag und ist seit 2022 zudem dänischer Nationalspieler.

## Karriere

### Vereine

#### Beginn
Højlund hat zwei jüngere Brüder, die ebenfalls Fußballprofis sind: Emil und Oscar. Er begann in Hørsholm im Großraum Kopenhagen beim dort ansässigen Hørsholm-Usserød Idrætsklub mit dem Fußballspielen und gelangte über B.93 Kopenhagen im Januar 2016 in die Jugendabteilung von Brøndby IF, der er bis Ende Juni 2016 angehörte. Nach der Saison 2016/17, in der er für die Jugendmannschaft von Holbæk B&I spielte, gelangte er in die C-Jugendabteilung des FC Kopenhagen.
Noch als A-Jugendspieler kam er bereits am 25. Oktober 2020 (6. Spieltag) für die in der Superligaen spielende erste Mannschaft beim 1:0-Sieg im Auswärtsspiel gegen Aarhus GF erstmals im Seniorenbereich zum Einsatz; es folgten drei weitere Einsätze vom 11. bis 13. Spieltag sowie ein Einsatz im Pokal-Achtelfinale. In der Folgesaison wurde er im Ligaspielbetrieb 15 Mal eingesetzt, im nationalen Pokalwettbewerb ein weiteres Mal. Auf internationaler Vereinsebene bestritt er jeweils zwei Spiele in der 1. bis 3. Qualifikationsrunde für die Teilnahme an der UEFA Europa Conference League sowie fünf der sechs Spiele in der Gruppe F innerhalb der Gruppenphase.

#### SK Sturm Graz
Ende Januar 2022 wechselte Højlund nach Österreich zum SK Sturm Graz, bei dem er einen bis Juni 2026 laufenden Vertrag erhielt. Am 12. Februar 2022 (19. Spieltag) krönte er beim 2:2 im Auswärtsspiel gegen die WSG Tirol in der österreichischen Bundesliga sein Debüt sogleich mit seinen ersten beiden Toren. In der Folgesaison kam er vom 23. Juli bis zum 20. August 2022 an den ersten fünf Spieltagen zum Einsatz. Wettbewerbsübergreifend erzielte er zwölf Tore in 21 Pflichtspielen.

#### Atalanta Bergamo
Im August 2022 wechselte er zum italienischen Erstligisten Atalanta Bergamo. Mit einer kolportierten Ablöse von 17 Millionen € löste er Kelvin Yeboah mit Abstand als teuersten Abgang der Sturm-Geschichte ab. Der Einstand des Dänen war am 1. September 2022 beim 3:1-Sieg im Heimspiel gegen den FC Turin.

#### Manchester United

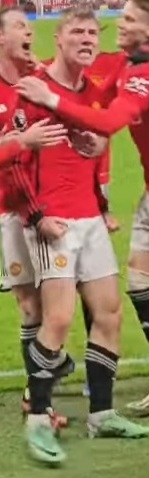
Højlund (Mitte) bei Manchester United

Zur Saison 2023/24 wechselte Højlund in die Premier League zu Manchester United. Er unterschrieb einen Vertrag bis zum 30. Juni 2028 mit der Option auf ein weiteres Jahr. Laut Medienberichten wurde der 20-Jährige mit einer Ablösesumme in Höhe von 75 Millionen Euro damit zu einem der teuersten Transfers der Fußballgeschichte. In Manchester konnte sich Højlund als Stammspieler durchsetzen und wurde in der Liga am Ende seiner ersten Saison mit zehn Toren gemeinsam mit Mannschaftskollegen Bruno Fernandes der beste Torschütze der Mannschaft. Im Mai 2024 gewann er mit dem Verein zudem den FA Cup.

### Nationalmannschaft
Von 2018 bis 2019 bestritt Højlund zehn Länderspiele für die U-16-Nationalmannschaft und schoss dabei ein Tor. Danach bestritt er bis Ende 2019 fünf Partien für die U-17-Nationalmannschaft. Am 4. September 2021 debütierte er für die U-19-Auswahl, die in Moss die U-19-Nationalmannschaft Norwegens mit 6:1 bezwang; dabei gelang ihm mit dem Treffer zum 5:0 in der 53. Minute auch sein erstes Länderspieltor in dieser Altersklasse.
Für das UEFA-Nations-League-Länderspiel gegen die Nationalmannschaft Kroatiens am 22. September 2022 in Zagreb wurde Højlund von Nationaltrainer Kasper Hjulmand erstmals in den Kader der A-Nationalmannschaft berufen und in der 60. Minute für Thomas Delaney eingewechselt. Beim 3:1-Sieg über die Nationalmannschaft Finnlands am 23. März 2023 in Kopenhagen – im ersten Spiel der EM-Qualifikationsgruppe H für die Europameisterschaft 2024 – gab er sein Startelfdebüt und erzielte seine ersten drei Tore. Insgesamt erzielte er in der Qualifikation sieben Tore in acht Spielen und war damit bester Torschütze der Dänen. Die Dänen qualifizierten sich als Gruppensieger für die Endrunde, für die er wieder nominiert wurde.

## Titel
- Englischer Pokalsieger: 2024